# 久保田富次郎
久保田富次郎（くぼた とみじろう、1865年2月27日〔慶應元年2月2日〕 - 没年不詳）は、日本の商学者、教育者、聖職者。立教大学名誉教授、立教大学商学部長、立教尋常中学校教頭。長く立教大学で教職を務め、大学運営に貢献するとともに、聖職者としても植村正久の設立した一番町教会（現・富士見町教会）で奉職し、田村江東（中央新聞社主筆）を通じて国木田独歩とも親交があった。

## 人物・経歴
1865年2月27日（慶應元年2月2日）、千葉県木更津町（現・木更津市）生まれ。
1873年（明治6年）から、嶺田楓江について漢学、次いで英学を修める。
1875年（明治8年）から1880年（明治13年）まで漢学、数学を修業し、その後、芝の学校や森鷗外も学んだ進文学舎（進文学社）、さらには東京大学予備門等を経て、研究を積み、1888年（明治21年）明治学館の英語教授となる。上領純一（後の吉岡鉱山長）とも親交が深く、上領の家に寄寓した時期があった。
1890年（明治23年）1月から1891年（明治24年）6月まで日本評論社に勤め、翻訳に従事する。
欧化主義への反動から国粋主義が台頭する中で、1890年（明治23年）10月に米国式カレッジである立教大学校が立教学校（第2次）に校名を変更する学政改革が行われたが、翌月11月から同校に勤め、歴史、論理、経済、読解を担当する。
1896年（明治29年）4月から、立教尋常中学校の教員となる。その後、立教中学校の教頭となり、1903年（明治36年）、立教中学校校長の元田作之進が、台湾協会学校（現・拓殖大学）の幹事にも就任し、校長として中学校に専ら関われなくなると、教頭の久保田が校内の主な業務を担う。この際、元田は築地の校長館から転居し、代わって久保田が入居した。
1907年（明治40年）に立教中学校教頭を辞任。久保田の後任は教務主任の本荘季彦が務めた。
1922年（大正11年）5月に、大学令により立教大学が認可を受けると、従来の商科に代わって商学部（現・経済学部、経営学部）が設置され、鈴木一が商学部長に就任するが、鈴木の急逝を受けて、久保田が商学部長となった。
当時の商学部は商学科と経済学科の2学科から構成され、特色は英語教育にあった。英語は予科の2年間でかなり教えられたが、商学部に進んでからも3年間を通じて毎週少なくとも8時間の授業があった。この8時間は教科の種類によりだいたい2時間ずつの4科目で構成された。第1の科目は普通英文解釈で、教科書は論文戯曲等の文学書が用いられた。第2は主に外国人との対話（英会話）であった。第3は、普通英語及び商業英語の英作文で、第4は英語経済学であった。文学部の英語科とは独立して運営され、経済学説の研究も含まれていた。こうした学部教育以外にも英語会（ESS）の組織があり、教壇の授業で足らないところが補われていた。英語会は根岸由太郎の指導の元、会話・演説の演習に努めており、外国人教師も協力する体制が組まれていた。
英語の講座は、根岸のほかに、井出義行（第10代東京外事専門学校校長、東京外国語大学学長事務取扱）、峰尾都治（後の旧制東京高等学校校長）、武藤安雄が担任し、商業英語は、小野秀太郎（英文通信の権威、朝日新聞元記者、立教英語専修学校卒）、隅本の2氏が教授した。その他、外国人教師として米国人のマケックニ、フート、コードウェル、英国人のハロルド・スパックマン、エドワード・ガントレットが教えた。
1930年（昭和5年）3月31日に、辞意を申し出て、学部長を辞任した後は、一教授として講じた。学部長を辞任した時点で、立教学校（第2次）に勤めてから40年が経っており、学校の歴史の辛苦を深く知る功労者であった。商学部長の後任には木村重治が就いた。

## 一番町教会で培われた親交
1889年（明治22年）、1890年（明治23年）頃、植村正久が設立した一番町教会（のちの富士見町教会）で執事、長老を歴任する傍ら、事務も担い、親切に多くの会員の世話にあたった。久保田は、真摯な態度と高邁な人格で、植村牧師の信任を得て、すべての相談相手となり、その後植村が発行する日本評論や福音新報にも執筆するなど、専ら政治・経済関連の議題を論議していた。
当時の一番町教会は、植村正久を頂点に、他の教役者、役員等にも名士が多く、政治家、学者、文士、教育家、大学生のほか、当時の有識階級が門をたたいて、教えを乞う者が多く、海老名弾正の本郷教会とともに、東京市内の各教会の中でも異彩を放っており、毎日曜の礼拝には立錐の余地もないほどの出席者がいた。田村江東（のちの中央新聞社主筆）も信仰の道に入ろうとしてこの教会の門を潜り、久保田と出会って、その後、後述の国木田独歩を含め親交を深めていくこととなる。
田村の回想記によると、この教会出身の主要な名士として、衆議院議長を務めることとなる中島信行、片岡健吉、島田三郎の3名がいた。その他、明治女学校の校長で、女性雑誌を出していた巌本善治、法学者で大阪控訴長となる斎藤十一郎、無線電信の権威である木村駿吉、日本商工会議所会頭となる門野重九郎（大倉土木会長／現大成建設）、第2代三菱商事会長の三宅川百太郎、医学博士で小児科医師の三輪伸太郎、富士見町教会長老の棟居喜九馬、国民英学会の創立者の磯辺弥一郎、帝國海上運送火災保険部長の古門林太郎など、
博士や大学教授、会社の重役になる者を多く輩出した。その頃、彼らは大抵制服・制帽の学生姿で熱心に教会のために働いていたが、こうした献身の姿勢は敬服以外のなにものでもなく、若者のはつらつとした元気さは実に素晴らしいものであったと記している。
国木田独歩もその中にいたが、彼らよりずっと後輩で、田村らとともに教会で先輩たちの指導を受けていた。独歩も田村も、当時東京専門学校（現・早稲田大学）の学生であったが、田村が独歩を一番町教会へ連れて行って洗礼を受けさせ、植村正久を紹介して、久保田との交誼も結ばせたのであった。
当初独歩は、久保田の真面目で最初から愛想よく話さず、丁寧で控えめな性格を好きになれず、人の顔さえみれば心にあるだけのことを話す真逆な性格であった独歩は、田村に対して、久保田は人に対して城壁を設けていると言い、果てには傲慢だとか、陰険だとか言うようになった。田村は、久保田の人となりをよく知っていたので、独歩に対して、それは大きな誤解である、まずは深く交際してから本当に人となりを知るべきだと言い放った。その後独歩は、久保田をよく知るにつれ、田村に書簡で、久保田に対する当初の誤解を詫び、久保田に深く敬仰欽慕の情を寄せるようになった。